# NGC 4304
NGC 4304 ist eine Balken-Spiralgalaxie vom Hubble-Typ SBbc im Sternbild Wasserschlange am Südsternhimmel. Sie ist schätzungsweise 109 Millionen Lichtjahre von der Milchstraße entfernt.
Das Objekt wurde am 28. April 1834 von John Herschel entdeckt.